# Lüttgen Lühnsdorf
Lüttgen Lühnsdorf war eine wüste Feldmark in der Nähe von Kranepuhl im Fläming, im 21. Jahrhundert ein Ortsteil der Gemeinde Planetal im Landkreis Potsdam-Mittelmark in Brandenburg.

## Geografische Lage
Die wüste Feldmark lag südsüdwestlich von Kranepuhl an der Kreuzung der Wege von Kranepuhl nach Grubo sowie Buchholz b. Niemegk und Bad Belzig. Dort existiert ein Flurname wüste Höfe, auf der Scherben und Fundamente einer Dorfkirche gesichert werden konnten.

## Geschichte
Im Jahr 1361 erschien das Dorf in villa Lutteken Ludersdorff erstmals in den Akten. Im Jahr 1388 lebte in lutken ludirstorff ein Richter, der ½ Schock an Abgaben leisten musste. Dieser Richter wurde 1419/1420 erneut erwähnt und besaß zu dieser Zeit die Gerichtsbarkeit und zwei Hufen. Das Dorf gehörte vor 1426 bis um 1550/1552 der Vogtei bzw. Pflege bzw. Amt Belzig und wurde 1426/1427 als Ludirstorff parua bezeichnet. Ein Einwohner aus Dahnsdorf besaß im Jahr 1506 die wüste Gerichtsbarkeit zum Lehen. Die Fläche von Lüttgen Lühnsdorf umfasste im Jahr 1550 insgesamt 28 Hufen und wurde von den Einwohnern aus Dahnsdorf und Kranepuhl genutzt. Im genannten Jahr besaß ein Einwohner aus Dahnsdorf die nach wie vor wüste Gerichtsbarkeit mit mittlerweile zwei freien Hufen zum Lehen. Im Jahr 1565 griffen drei Einwohner aus Dahnsdorf auf je zwei Hufen sowie elf weitere Einwohner aus Kranepuhl auf einmal vier, achtmal zwei und zweimal eine wüste Hufe zu. Ein Einwohner besaß noch ein Stück Acker, das als die Straße bezeichnet wurde. Diese Nutzung hatte über viele Jahrzehnte Bestand. 
Im Jahr 1718 wurden sechs Hufen aus Lüttgen Lühnsdorf als wüste Hufen in Dahnsdorf geführt. Weitere 22 Hufen belegten die Einwohner aus Kranepuhl. Auf jeder Hufe brachten sie drei Dresdner Scheffel Aussaat aus. Die Bezeichnung der Feldmark änderte sich im Jahr 1743 zu Lüttgen-Lünsdorf. Die letzte urkundliche Erwähnung existiert aus dem Jahr 1822. Zu dieser Zeit wurden nach wie vor sechs Hufen von Dahnsdorf und 22 Hufen von Kranepuhl genutzt. Die wüste Feldmark ging danach in Dahnsdorf und Kranepuhl auf und wurde nicht wieder besiedelt.